# ブドウ品種の一覧
ブドウ品種の一覧（ブドウひんしゅのいちらん）では、ブドウの品種を以下に記す。

## ヨーロッパブドウ（ヴィニフェラ種Vitis vinifera）
- アイレン (Airén)
- アリアニコ (Aglianico)
- アリゴテ (Aligoté)
- アリカンテ・ブーシェ (Alicante Bouschet)
- アルネイス (Arneis)
- アルバリーニョ (Albariño)
- ヴァルディギエ (Valdiguié)
- ヴィオニエ (Viognier)
- ヴェルシュリースリング (Welschriesling)
- ヴェルディッキオ (Verdicchio)
- ヴェルメンティーノ (Vermentino)
- オルテガ (Ortega)
- オリオン（Orion）
- 甲斐路
- カステロン (Castelão)
- カナイオーロ (Canaiolo) / カナイオーロ・ネロ (Canaiolo nero)
- カベルネ・ソーヴィニヨン (Cabernet Sauvignon)
- カベルネ・フラン (Cabernet Franc)
- ガメ (Gamay) / ガメ・ノワール (Gamay Noir)
- カリニャン (Carignan)
- ガルガーネガ (Garganega)
- カルメネール (Carmenère)
- クシノマヴロ (Xynomavro)
- グリューナー・ヴェルトリーナー (Grüner Veltliner)
- グリッロ（Grillo）
- グルナッシュ (Grenache) / ガルナッチャ (Garnacha)
- グルナッシュ・ブラン（Grenache blanc）
- グレーラ（Glera）
- ゲヴュルツトラミネール (Gewürztraminer)
- ケルナー (Kerner)
- 甲州（こうしゅう）
- コロンバール (Colombard)
- サペラヴィ (საფერავი)
- サグランティーノ (Sagrantino)
- サンジョヴェーゼ (Sangiovese)
- サンソー (Cinsault / Cinsaut)
- サン・ローラン (St. Laurent)
- シャスラ (Chasselas) / グーテデル (Gutedel)
- シャルドネ (Chardonnay)
- シュナン・ブラン (Chenin Blanc)
- ショイレーベ (Scheurebe)
- シラー (Syrah) / シラーズ (Shiraz)
- シルヴァーナー (Silvaner) / ジルヴァーナー (Silvaner) / シルヴァネール (Sylvaner)
- ジンファンデル (Zinfandel) / プリミティーヴォ (Primitivo)
- セミヨン (Sémillon)
- ソーヴィニヨン・ヴェール (Sauvignon vert)　/ フリウラーノ (Friulano)
- ソーヴィニヨン・ブラン (Sauvignon Blanc)
- タナ (Tannat)
- ツヴァイゲルト (Zweigelt) / ツヴァイゲルトレーベ (Zweigeltrebe)
- テンプラニーリョ (Tempranillo)
- トゥリガ・ナシオナル (Touriga Nacional)
- トラミネール (Traminer) / トラミナー (Traminer) / サヴァニャン (Savagnin)
- ドルチェット (Dolcetto)
- ドルペッジョ (Drupeggio) / カナイオーロ・ビアンコ (Canaiolo bianco)
- ドルンフェルダー (Dornfelder)
- トレッビアーノ (Trebbiano) / ユニ・ブラン (Ugni Blanc)
- トロリンガー (Trollinger) / スキアーヴァ (Schiava)
- トンプソン・シードレス (Thompson Seedless) / トムソン・シードレス (Thompson Seedless) / サルタナ (Sultana)、レディ・デ・カヴァリー（イギリス）、キシュミシュ（トルコ、パレスチナ）
- ネグロアマーロ (Negroamaro)
- ネッビオーロ (Nebbiolo)
- ネロ・ダヴォラ (Nero d'Avola)
- ノジオーラ (Nosiola)
- バッカス (Bacchus) / バフース (Bacchus)
- バルベーラ (Barbera)
- パロミノ (Palomino)
- ピノ・グリ (Pinot Gris) / ピノ・グリージョ (Pinot Grigio) / ルーレンダー (Ruländer)
- ピノ・ノワール (Pinot Noir) / ピノ・ネロ (Pinot Nero) / シュペートブルグンダー (Spätburgunder) / ブラウブルグンダー (Blauburgunder)
- ピノタージュ (Pinotage)
- ピノ・ブラン (Pinot Blanc) / ピノ・ビアンコ (Pinot Bianco) / ヴァイスブルグンダー (Weissburgunder)
- ピノ・ムニエ (Pinot meunier) / シュヴァルツリースリング (Schwarzriesling) / ミューラーレーベ (Müllerebe)
- フィアーノ (Fiano)
- ブラウフレンキッシュ (Blaufränkisch) / レンベルガー (Lemberger) / ケクフランコス (Kékfrankos)
- プルサール (Poulsard)
- フルミント (Furmint)
- ペドロ・ヒメネス (Pedro Ximénez)
- ポルトギーザー (Portugieser) / ブラウアー・ポルトギーザー (Blauer Portugieser) / ケコポルト (Kékoportó)
- ボンビーノ・ビアンコ (Bombino bianco)
- マスカット (Muscat)
- マルヴァジーア (Malvasia)
- マルベック (Malbec)
- ミュスカデル (Muscadelle)
- ミュラー・トゥルガウ (Müller-Thurgau)
- ムールヴェードル (Mourvèdre) / マタロ (Mataro)
- ムロン (Melon)
- モリオ・ムスカート (Morio-Muskat)
- モンテプルチャーノ (Montepulciano)
- ランブルスコ (Lambrusco)
- リースラナー (Rieslaner)
- リースリング (Riesling)
- リボッラ・ジャッラ (Ribolla Gialla)
- ルカツィテリ (Rkatsiteli)
- ルーサンヌ (Roussanne)
- ルビー・カベルネ (Ruby Cabernet)
- レフォスコ (Refosco) / レフォシュク (Refošk)
- ロウレイロ (Loureiro) / ロウレイラ（Loureira）

## アメリカブドウ（ラブルスカ種Vitis labrusca）
- イザベラ (Isabella)
- オータム・ロイヤル (Autumn Royal)
- カトーバ（英語版） (Catawba)
- コンコード (Concord)

## マスカダイン（ロトゥンディフォリア種Vitis rotundifolia）
- スカパーノング (Scuppernong)
- マスカダイン (Muscadine)

## アムールブドウ（アムレンシス種Vitis amurensis）
- マンシュウヤマブドウ（満州山葡萄）

## 雑種

### ヴィニフェラ系交雑種
- 安芸クイーン
- ヴィダル・ブラン (Vidal Blanc)
- キャンベル・アーリー (Campbell Early) / アイランド・ベル (Island Belle)
- 巨峰（きょほう）
- 高尾
- シャインマスカット
- 瀬戸ジャイアンツ
- セイヴァル・ブラン (Seyval Blanc)
- デラウェア (Delaware)
- ナイアガラ (Niagara)
- ネオマスカット
- バコ・ノワール (Baco Noir) / バコ1 (Baco1)
- バコ・ブラン (Baco Blanc) / バコ22A (Baco22A)
- ピオーネ（ニューピオーネ）
- マスカット・ベーリーA (Muscat Bailey A)
- 藤稔（ふじみのり）
- オーロラブラック
- あづましずく
- ルビーロマン

## 不明
- 甲州三尺
- ゴールドフィンガー